# Anningerforst
Anningerforst ist eine Katastralgemeinde in der Gemeinde Gaaden im Bezirk Mödling in Niederösterreich.
Die weitgehend unbewohnte Katastralgemeinde liegt östlich von Gaaden um den Anninger (675 m ü. A.). Die vereinzelt liegenden Gebäude wie das Anninger Schutzhaus, das Gasthaus Krauste Linde oder die Streusiedlung Am Anninger mit der Wilhelmswarte sind als Ausflugsziele im Wienerwald sehr bekannt.

## Siedlungsentwicklung
Zum Jahreswechsel 1979/1980 befanden sich in der Katastralgemeinde Anningerforst insgesamt 12 Bauflächen mit 6.303 m² und 10 Gärten auf 4.953 m², 1989/1990 gab es 14 Bauflächen. 1999/2000 war die Zahl der Bauflächen auf 29 angewachsen und 2009/2010 bestanden 21 Gebäude auf 50 Bauflächen.

## Geschichte
Im Jahr 1938 waren laut Adressbuch von Österreich in Anningerforst mehrere Gastwirte ansässig. Es waren dies das „Schutzhaus am Anninger“, das Schutzhaus am Kaisergerndl des Anninger Rodlvereins, das Bergheim bei der Dreidärrischenhöhle und das Gasthaus „Krauste Linde“.

## Bodennutzung
Die Katastralgemeinde ist forstwirtschaftlich geprägt. 4 Hektar wurden zum Jahreswechsel 1979/1980 landwirtschaftlich genutzt und 645 Hektar waren forstwirtschaftlich geführte Waldflächen. 1999/2000 wurde auf 3 Hektar Landwirtschaft betrieben und 626 Hektar waren als forstwirtschaftlich genutzte Flächen ausgewiesen. Ende 2018 waren 2 Hektar als landwirtschaftliche Flächen genutzt und Forstwirtschaft wurde auf 608 Hektar betrieben. Die durchschnittliche Bodenklimazahl von Anningerforst beträgt 32,5 (Stand 2010).